# Antonio Canto
Antonio Carlos de Lima Canto (1 de agosto de 1971) é um arqueólogo, ator e escritor brasileiro.
Na sua função de pesquisador, já publicou mais de 70 artigos sobre arqueologia em jornais, periódicos e revistas de divulgação científica brasileira e estrangeira, abordando a pré-história e a história brasileira. Na esfera internacional, tem trabalhos realizados e publicados em países como a Espanha, China, Alemanha, Argentina e Peru.
É presidente do Setor de Pesquisas Arqueológicas e Sociais (SEPAS), Professor Universitário e Colunista da revista Museu (RJ).
Participou de vários cursos de teatro e de cinema. A partir de 2005 passou a conciliar a sua carreira de arqueólogo com o Cinema.
Recentemente dirigiu um Documentário no Rio de Janeiro e, atualmente, se dedica à Arqueologia dos Países Andinos.

## Trabalhos

### Como escritor
- 2003 — Tópicos da arqueologia (lançamento na XXII Bienal Internacional do Livro do Rio de Janeiro)
- 2006 / Atual — Articulista da Revista Museu (RJ)
- 2007 / 2015 — Colunista de Arqueologia do Portal Brasil Escola.

### Como ator (cinema)
- 2009/2010 — As Dez Mais do Córtex Cerebral
- 2009 — Um Conto de Natal
- 2006 — Segredos de Confissão
- (Filme Segredos de Confissão — Participações em Festivais e Mostras de Cinema no Brasil):
  - 15º Gramado Cine vídeos (RS) — 2007
  - Festival de Vídeo do Recife (PE) — 2007
  - 30º Festival Guarnicê (MA) — 2007
  - 20º FestNatal (RN) — 2007 (Melhor Filme — Primeiro lugar do Festival de Cinema de Natal/RN)
  - 5º Festival de Cinema de Maringá (PR) — 2008
  - 1º Festival de Cinema de Triunfo (PE) — 2008

### Como produtor
- 2006 — Oficinas de Cinema realizadas na Fundação Joaquim Nabuco